# Hồ Định Bình
Định Bình là hồ nước ngọt nhân tạo lớn nhất tỉnh Bình Định và là hồ có đập ngăn sông đầu tiên của Việt Nam áp dụng công nghệ thi công bê tông đầm lăn RCC.
Công trình được khởi công tháng 5/2003 và khánh thành và bàn giao cho đơn vị quản lý sử dụng vào tháng 6/2009.

## Khái quát
Khu vực đầu mối hồ thuộc địa bàn xã Vĩnh Hảo, huyện Vĩnh Thạnh, tỉnh Bình Định, cách Quy Nhơn khoảng chừng 70 km về hướng Tây. Hồ hình thành do việc chặn dòng sông Kôn, được đưa vào sử dụng từ năm 2009 với dung lượng nước chứa có thể lên đến 226 triệu mét khối. Theo thiết kế, công trình này ngoài việc cung cấp nước tưới cho 15.915 ha đất nông nghiệp (sẽ phát triển thành ~ 34.000ha sau này), còn có chức năng điều hoà nguồn nước, cấp nước phục vụ sinh hoạt và các ngành kinh tế khác như nuôi trồng thủy sản, công nghiệp, hạn chế lũ tiểu mãn, lũ sớm, lũ muộn, giảm xâm nhập mặn và bảo vệ môi trường sinh thái hạ lưu sông Kôn và là nguồn điện năng cho nhà máy thủy điện với công suất 6MW. Riêng công trình khu tưới Văn Phong (hạ lưu sông Kôn) sau khi hoàn thành sẽ cung cấp nước tưới cho 12.545 ha lúa.

## Thông số kỹ thuật chính
Hồ Định Bình là công trình đầu tiên tại Việt Nam thi công bằng công nghệ bê tông trọng lực đầm lăn. Đây là một trong những dự án lớn về thủy lợi của Việt Nam nhưng năm gần đây, với mục tiêu chính là làm giảm hạn hán, lũ lụt. Hồ chứa nước Định Bình có tổng kinh phí đầu tư trên một ngàn tỷ VNĐ có đa nhiệm vụ: chống lũ tiểu mãn, lũ sớm, lũ muộn, giảm nhẹ lũ chính vụ và sau khi phát huy hết năng lực sẽ cấp nước tưới cho 34.000 ha đất nông nghiệp. Ngoài ra công trình này còn cấp nước cho công nghiệp, nông thôn, dân sinh và nuôi trồng thủy sản. Xả về hạ lưu thường xuyên 3m3/s để bảo vệ môi trường chống cạn kiệt dòng chảy và xâm nhập mặn ở cửa sông kết hợp phát điện N= 6.000kw.
Công trình đầu mối hồ chứa nước Định Bình có phần chính là đập ngăn sông cao 52,3m, dài 611,25m, chiều rộng đỉnh đập 9m, cao trình đỉnh đập 95,55m được thi công bằng công nghệ bê tông trọng lực đầm lăn (RCC) đầu tiên ở Việt Nam với tổng khối lượng bê tông các loại là 432.500m3. Ưu điểm của RCC là thi công nhanh giảm được thời gian xây dựng, giảm đáng kể lượng xi măng trong 1m3 bê tông từ đó giảm được nhiệt phát sinh trong khối đổ bê tông vốn là nguyên nhân chính gây nứt bê tông. Có thể thi công liên tục nếu thiết kế khoảnh đổ và tổ chức thi công hợp lý. Sử dụng ván khuôn ít hơn, mức độ cơ giới hóa cao trong quá trình thi công đặc biệt làm giảm giá thành so với bê tông thường từ 15-20%.

## Du lịch
Hồ Định Bình không chỉ có giá trị to lớn về mặt thủy lợi, sản xuất điện năng, thủy sản mà còn hấp dẫn về du lịch sau này.
Lợi thế của hồ Định Bình là mặt nước trải dài, tương đối ổn định vào mùa khô, có rừng tự nhiên, xung quanh hồ cũng xanh ngắt cây rừng. Đứng trên đập chính của hồ có thể thấy những cánh rừng tự nhiên rộng lớn với hệ động thực vật phong phú. Bản thân việc tham quan một công trình thủy lợi lớn với sự hùng vĩ của đập bê tông cùng những thiết bị vận hành hồ chứa cũng là sức hấp dẫn của một sản phẩm du lịch.